# Semiothisa cerussata
Semiothisa cerussata là một loài bướm đêm trong họ Geometridae.